# دون ماكسويل
دون ماكسويل (23 فبراير 1971 - ) هو لاعب كريكت كندي.